# Kōji (nome)
Kōji  è un nome proprio di persona giapponese maschile.

## Origine e diffusione
Il nome Kōji (in hiragana こうじ?), come la maggioranza dei nomi giapponesi, assume un significato differente a seconda dei kanji con i quali viene scritto. Il primo dei due kanji (kō) può essere:
- 光, "luce", "splendente", "raggio", ma anche "solo"
- 幸, "fortuna", "fortunato"
- 孝, "obbedienza"
- 浩, "grande", "vasto", "numeroso", "abbondante"
- 宏, "grande", "spazioso", "vasto"
- 耕, "arare", "coltivare"
- 興, "prosperare", "fiorire"
- 鉱, "miniera", "minerale"
- 晃, "brillante", "accecante"
- 好, "bene", "migliore", "buono", "eccellente"
- 康, "pacifico", "quieto", ma anche "sano", "vitale", "felice"
- 公, "giusto", "imparziale"
- 剛, "forte", "rigido"

Mentre il secondo (ji) può essere:
- 司, "controllare", "dirigere"
- 治, "governare", "amministrare"
- 次, "ordine", "sequenza", e anche "prossimo"
- 二, "due", "doppio"
- 志, "volontà", "scopo", "determinazione", "ambizione"
- 仁, "umanità", "benevolenza", "gentilezza"
- 嗣, "ereditare", e anche "erede", "discendente"

## Onomastico
Il nome è adespota, non essendo portato da alcun santo, quindi l'onomastico ricade il 1º novembre, giorno di Ognissanti.

## Persone
- Kōji Endō, compositore giapponese
- Kōji Ezumi, calciatore giapponese

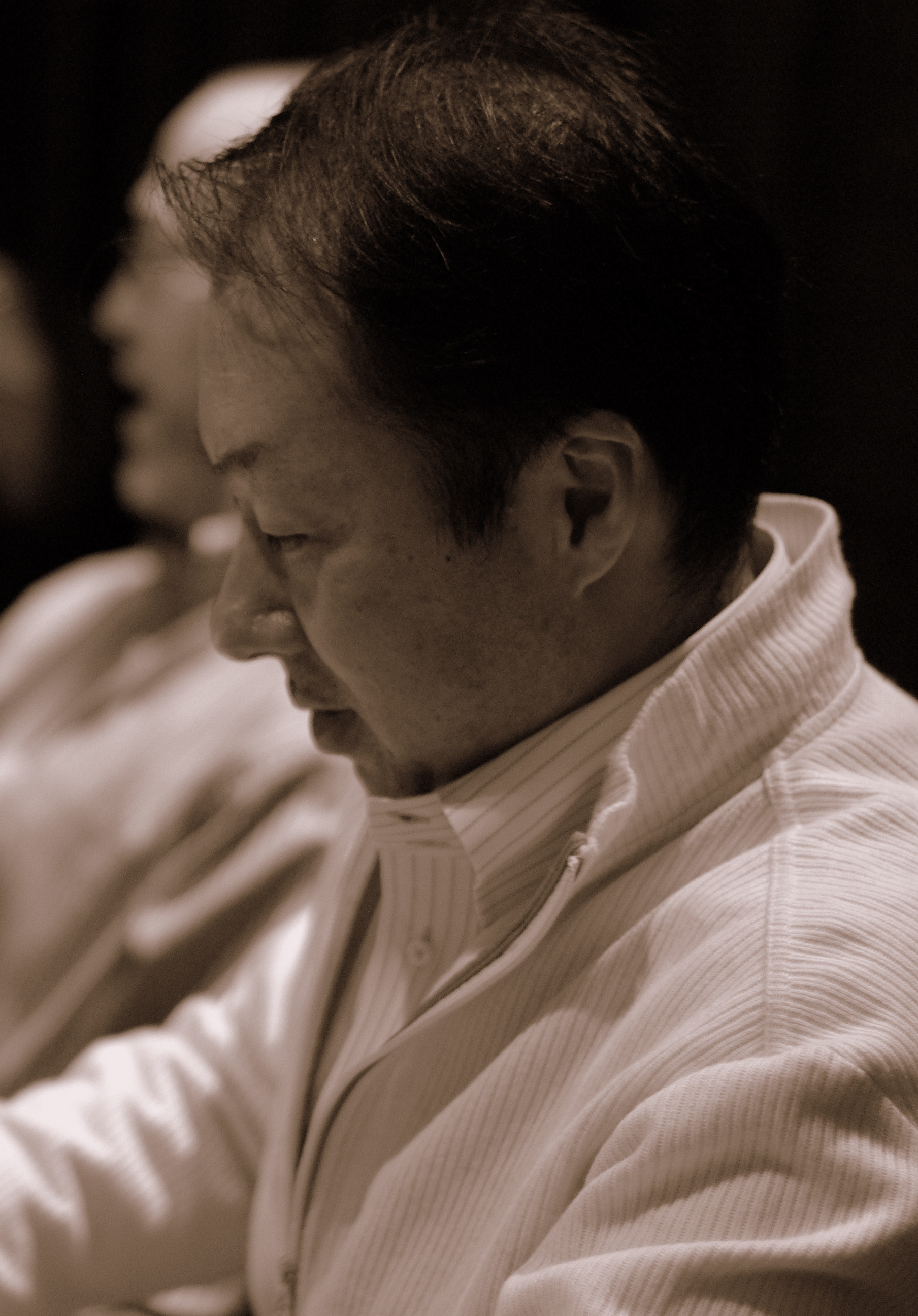
Kōji Kondō

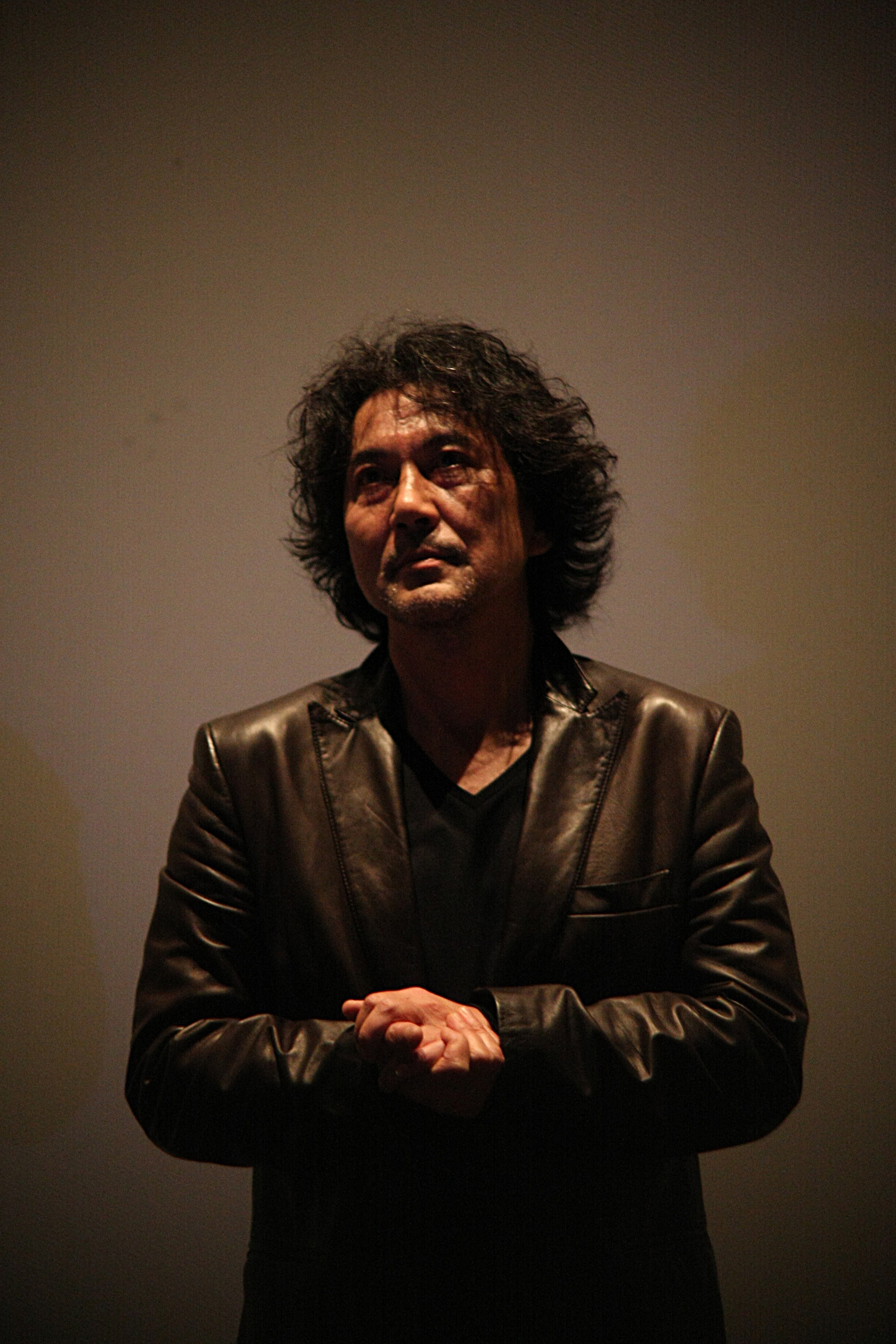
Kōji Yakusho

- Kōji Funamoto, calciatore giapponese
- Kōji Hashimoto, calciatore giapponese
- Koji Igarashi, autore di videogiochi giapponese
- Kōji Kondō, calciatore giapponese
- Kōji Kondō, compositore e musicista giapponese
- Kōji Makaino, compositore giapponese
- Kōji Miyata, calciatore giapponese
- Kōji Morisaki, calciatore giapponese
- Kōji Murofushi, atleta giapponese
- Kōji Nakata, calciatore giapponese
- Kōji Nishimura, calciatore giapponese
- Kōji Noguchi, calciatore giapponese
- Kōji Sakamoto, calciatore giapponese
- Kōji Sasaki, calciatore giapponese
- Kōji Seto, cantante e attore giapponese
- Kōji Suzuki, scrittore giapponese
- Kōji Tanaka, calciatore giapponese
- Kōji Tsujitani, doppiatore giapponese
- Kōji Wakamatsu, regista giapponese
- Kōji Yakusho, attore giapponese
- Kōji Yamamoto, giocatore di baseball e allenatore di baseball giapponese
- Kōji Yamamoto, cestista giapponese
- Kōji Yamase, calciatore giapponese
- Kōji Yusa, doppiatore giapponese

## Il nome nelle arti
- Koji è un personaggio della serie manga Code: Breaker.
- Koji Kabuto è un personaggio della serie manga e anime Mazinga.
- Koji Minamoto è un personaggio della serie anime Digimon Frontier.